# Jakuszówka
Jakuszówka (biał. Якушоўка; ros. Якушовка) – wieś na Białorusi, w obwodzie grodzieńskim, w rejonie świsłockim, w sielsowiecie Niezbodzicze.
W dwudziestoleciu międzywojennym miejscowość leżała w Polsce, w województwie białostockim, w powiecie wołkowyskim, w gminie Świsłocz. 16 października 1933 utworzyła gromadę w gminie Świsłocz. Po II wojnie światowej weszła w struktury ZSRR.